# Dan Gosling
Daniel „Dan” Gosling (n. 2 februarie 1990, Brixham, Anglia) este un fotbalist englez care evoluează la clubul Watford din Premier League.